# Trogomorpha trogiformis
Trogomorpha trogiformis är en stekelart som först beskrevs av Cresson 1864.  Trogomorpha trogiformis ingår i släktet Trogomorpha och familjen brokparasitsteklar. Inga underarter finns listade i Catalogue of Life.